# 日德蘭銀行拳擊館
日德蘭銀行拳擊館是一座位於丹麥海寧的室內體育館，本館為海寧展覽館的一部分。體育館可容納12500人。

## 歷史
2010年10月1日丹麥金融機構日德蘭銀行購買了本館的冠名權。
本館和位於哥本哈根的皇家體育館為2018年世界冰球錦標賽的比賽場館。

## 外部連結
- 官網 （页面存档备份，存于）